# Dirty Sticky Floors
Dirty Sticky Floors è il primo singolo da solista di Dave Gahan, ed il primo singolo estratto dall' album Paper Monsters, entrambi pubblicati nel 2003.
Il brano è entrato in rotazione il 23 maggio di quell'anno nel Regno Unito e il 27 dello stesso mese negli Stati Uniti.

## Tracce
CD Mute 294 (Mute CD Single)
1. Dirty sticky floors (radio mix) - 3:32
2. Stand up - 5:29
3. Maybe - 4:50

CD Mute 294 (Mute limited CD Single)
1. Dirty Sticky Floors (Junkie XL Vocal remix edit)
2. Dirty Sticky Floors (Lexicon Avenue Vocal mix edit)
3. Dirty Sticky Floors (The Passengerz Dirty Club mix edit)

Sul retro del CD le tracce 2 e 3 sono erroneamente chiamate  "Stand Up [Lexicon Avenue Vocal Mix (Edit)]" e "Maybe [The Passengerz Dirty Club Mix (Edit)]"
DVD Mute 294 (Mute DVD Single)
1. Dirty Sticky Floors (video)
2. Dirty Sticky Floors (Junkie XL Dub edit) - 7:56
3. Black and Blue Again (acoustic)

12 Mute 294 (Mute 12" vinyl single)
1. Dirty Sticky Floors (Junkie XL Vocal remix) - 10:44
2. Dirty Sticky Floors (Junkie XL Dub) - 12:19

L12 Mute 294 (Mute limited 12" vinyl single)
1. Dirty Sticky Floors (Lexicon Avenue Vocal mix) - 10:31
2. Dirty Sticky Floors (Silencer remix) - 6:38